# Andrzej Karpiński (ekonomista)
Andrzej Marek Karpiński (ur. 24 marca 1928 w Warszawie) – polski działacz partyjny i państwowy, ekonomista, doktor habilitowany nauk ekonomicznych, zastępca przewodniczącego Komisji Planowania przy Radzie Ministrów (1974–1983).

## Życiorys
Jego ojciec był adwokatem. Ukończył studia wyższe, w 1971 doktoryzował się w Szkole Głównej Planowania i Statystyki. W 1995 uzyskał stopień doktora habilitowanego na podstawie rozprawy pt. Zakres interwencji państwa we współczesnych gospodarkach rynkowych. Został wykładowcą różnych uczelni, m.in. profesorem nadzwyczajnym Olympus Szkoły Wyższej im. Romualda Kudlińskiego z siedzibą w Warszawie. W pracy naukowej specjalizował się w zakresie polityki gospodarczej, polityki przemysłowej, analityki przemysłowej, prognozowania i studiów nad przyszłością. Zajmował stanowisko sekretarza i wiceprzewodniczącego (1997–2005) Komitet Prognoz „Polska 2000+” Polskiej Akademii Nauk, a także redaktora naczelnego periodyków naukowych „Przyszłość: Świat-Europa-Polska” i „Olympus”. Opublikował łącznie ponad 70 książek naukowych, w tym 9 tłumaczonych na języki obce. Poświęcił także monografię kampanii wrześniowej.
Członek Polskiej Zjednoczonej Partii Robotniczej i Polskiego Towarzystwa Ekonomicznego. Przez ponad 35 lat pracował w centralnej administracji państwowej, w tym głównie w Komisji Planowania przy Radzie Ministrów. Zajmował w niej stanowisko dyrektora Biura Analiz Gospodarczych (1960–1968), Zespołu Analiz i Programów Gospodarczych (1964–1968), Zespołu Analiz i Prognoz (1968–1972) oraz Zespołu Planów Perspektywicznych (1972–1974). Od kwietnia 1974 do grudnia 1983 pozostawał zastępcą przewodniczącego Komisji. Udzielał się jako ekspert dla Organizacji Narodów Zjednoczonych do spraw Rozwoju Przemysłowego i Węgierskiej Akademii Nauk. Po przemianach ustrojowych z 1989 zajął się publicystyką, opowiadając się jako przeciwnik ograniczania działalności przemysłowej w III RP.

## Odznaczenia
W 2001 odznaczony Krzyżem Oficerskim Orderu Odrodzenia Polski za wybitne zasługi dla rozwoju nauk ekonomicznych.